# 诗篇第119篇
《诗篇》第119篇（在通用希腊语《七十士译本》中被列为第118篇）是《希伯来圣经·诗篇》中最长的一篇，也是整本基督教《圣经》中最长的一章。在希伯来语原文中，开头一句是“Ashrei temimei derech（行为完全，遵行上主律法的，这人便为有福。）”。这是喜爱并遵行神圣的律法的人的祷告。这首诗的每一节都使用一个律法的同义词，诸如dabar、mishpatim等等。
这首诗共有176节，分为22段，每段包括8节，分别以22个希伯来字母开始。在第一段，每一节都以第一个希伯来字母aleph开头；第二段，每一节都以第二个字母bet开头；依次类推。

## 各教派使用情况

### 东正教
这首诗在通用希腊语《七十士译本》中被列为第118篇，在东正教礼拜仪式中占有显著地位。

## 译文
1行爲完全、遵行耶和華律法的、這人便爲有福。
2遵守他的法度、一心尋求他的、這人便爲有福。
3這人不作非義的事．但遵行他的道。
4耶和華阿、你曾將你的訓詞吩咐我們、爲要我們殷勤遵守。
5但願我行事堅定、得以遵守你的律例。
6我看重你的一切命令、就不至於羞愧。
7我學了你公義的判語、就要以正直的心稱謝你。
8我必守你的律例．求你總不要丟棄我。
9少年人用甚麼潔淨他的行爲呢．是要遵行你的話。
10我一心尋求了你、求你不要叫我偏離你的命令。
11我將你的話藏在心裏、免得我得罪你。
12耶和華阿、你是應當稱頌的．求你將你的律例教訓我。
13我用嘴唇傳揚你口中的一切典章。
14我喜悅你的法度、如同喜悅一切的財物。
15我要默想你的訓詞、看重你的道路。
16我要在你的律例中自樂．我不忘記你的話。
17求你用厚恩待你的僕人、使我存活．我就遵守你的話。
18求你開我的眼睛、使我看出你律法中的奇妙。
19我是在地上作寄居的．求你不要向我隱瞞你的命令。
20我時常切慕你的典章、甚至心碎。
21受咒詛偏離你命令的驕傲人、你已經責備他們。
22求你除掉我所受的羞辱和藐視．因我遵守你的法度。
23雖有首領坐着妄論我、你僕人卻思想你的律例。
24你的法度、是我所喜樂的、是我的謀士。
25我的性命幾乎歸於塵土．求你照你的話、將我救活。
26我述說我所行的、你應允了我．求你將你的律例教訓我。
27求你使我明白你的訓詞、我就思想你的奇事。
28我的心因愁苦而消化．求你照你的話使我堅立。
29求你使我離開奸詐的道、開恩將你的律法賜給我。
30我揀選了忠信的道、將你的典章擺在我面前。
31我持守你的法度．耶和華阿、求你不要叫我羞愧。
32你開廣我心的時候、我就往你命令的道上直奔。
33耶和華阿、求你將你的律例指教我、我必遵守到底。
34求你賜我悟性、我便遵守你的律法．且要一心遵守。
35求你叫我遵行你的命令．因爲這是我所喜樂的。
36求你使我的心、趨向你的法度、不趨向非義之財。
37求你叫我轉眼不看虛假、又叫我在你的道中生活。
38你向敬畏你的人所應許的話、求你向僕人堅定。
39求你使我所怕的羞辱遠離我．因你的典章本爲美。
40我羨慕你的訓詞．求你使我在你的公義上生活。
41耶和華阿、願你照你的話、使你的慈愛、就是你的救恩、臨到我身上。
42我就有話回答那羞辱我的．因我倚靠你的話。
43求你叫眞理的話、總不離開我口．因我仰望你的典章。
44我要常守你的律法、直到永永遠遠。
45我要自由而行．〈或作我要行在寬闊之地〉因我素來考究你的訓詞。
46我也要在君王面前、論說你的法度、並不至於羞愧。
47我要在你的命令中自樂．這命令素來是我所愛的。
48我又要遵行〈原文作舉手〉你的命令。這命令素來是我所愛的．我也要思想你的律例。
49求你記念向你僕人所應許的話、叫我有盼望。
50這話將我救活了．我在患難中、因此得安慰。
51驕傲的人甚侮慢我．我卻未曾偏離你的律法。
52耶和華阿、我記念你從古以來的典章、就得了安慰。
53我見惡人離棄你的律法、就怒氣發作、猶如火燒。
54我在世寄居、素來以你的律例爲詩歌。
55耶和華阿、我夜間記念你的名、遵守你的律法。
56我所以如此、是因我守你的訓詞。
57耶和華是我的福分。我曾說、我要遵守你的言語。
58我一心求過你的恩．願你照你的話憐憫我。
59我思想我所行的道、就轉步歸向你的法度。
60我急忙遵守你的命令、並不遲延。
61惡人的繩索纏繞我．我卻沒有忘記你的律法。
62我因你公義的典章、半夜必起來稱謝你。
63凡敬畏你、守你訓詞的人、我都與他作伴。
64耶和華阿、你的慈愛徧滿大地．求你將你的律例教訓我。
65耶和華阿、你向來是照你的話善待僕人。
66求你將精明和知識賜給我．因我信了你的命令。
67我未受苦以先、走迷了路．現在卻遵守你的話。
68你本爲善、所行的也善．求你將你的律例教訓我。
69驕傲人編造謊言攻擊我．我卻要一心守你的訓詞。
70他們心蒙脂油．我卻喜愛你的律法。
71我受苦是與我有益、爲要使我學習你的律例。
72你口中的訓言、〈或作律法〉與我有益、勝於千萬的金銀。
73你的手製造我、建立我．求你賜我悟性、可以學習你的命令。
74敬畏你的人見我、就要歡喜．因我仰望你的話。
75耶和華阿、我知道你的判語是公義的．你使我受苦、是以誠實待我。
76求你照着應許僕人的話、以慈愛安慰我。
77願你的慈悲臨到我、使我存活．因你的律法是我所喜愛的。
78願驕傲人蒙羞．因爲他們無理的傾覆我．但我要思想你的訓詞。
79願敬畏你的人歸向我、他們就知道你的法度。
80願我的心在你的律例上完全、使我不至蒙羞。
81我心渴想你的救恩、仰望你的應許。
82我因盼望你的應許、眼睛失明、說、你何時安慰我。
83我好像煙薰的皮袋．卻不忘記你的律例。
84你僕人的年日有多少呢．你幾時向逼迫我的人施行審判呢。
85不從你律法的驕傲人、爲我掘了坑。
86你的命令盡都誠實．他們無理的逼迫我．求你幫助我。
87他們幾乎把我從世上滅絕、但我沒有離棄你的訓詞。
88求你照你的慈愛將我救活．我就遵守你口中的法度。
89耶和華阿、你的話安定在天、直到永遠。
90你的誠實存到萬代。你堅定了地、地就長存。
91天地照你的安排、存到今日．萬物都是你的僕役。
92我若不是喜愛你的律法、早就在苦難中滅絕了。
93我永不忘記你的訓詞．因你用這訓詞將我救活了。
94我是屬你的、求你救我．因我尋求了你的訓詞。
95惡人等待我、要滅絕我．我卻要揣摩你的法度。
96我看萬事盡都有限．惟有你的命令、極其寬廣。
97我何等愛慕你的律法、終日不住的思想。
98你的命令常存在我心裏、使我比仇敵有智慧。
99我比我的師傅更通達．因我思想你的法度。
100我比年老的更明白、因我守了你的訓詞。
101我禁止我脚走一切的邪路、爲要遵守你的話。
102我沒有偏離你的典章．因爲你教訓了我。
103你的言語在我上膛何等甘美．在我口中比蜜更甜。
104我藉着你的訓詞、得以明白．所以我恨一切的假道。
105你的話是我脚前的燈、是我路上的光。
106你公義的典章、我曾起誓遵守．我必按誓而行。
107我甚是受苦．耶和華阿、求你照你的話將我救活。
108耶和華阿、求你悅納我口中的讚美爲供物、又將你的典章教訓我。
109我的性命常在危險之中、我卻不忘記你的律法。
110惡人爲我設下網羅．我卻沒有偏離你的訓詞。
111我以你的法度爲永遠的產業．因這是我心中所喜愛的。
112我的心專向你的律例、永遠遵行、一直到底。
113心懷二意的人、爲我所恨．但你的律法、爲我所愛。
114你是我藏身之處、又是我的盾牌．我甚仰望你的話語。
115作惡的人哪、你們離開我罷、我好遵守我　神的命令。
116求你照你的話扶持我、使我存活．也不叫我因失望而害羞。
117求你扶持我、我便得救、時常看重你的律例。
118凡偏離你律例的人、你都輕棄他們．因爲他們的詭詐必歸虛空。
119凡地上的惡人、你除掉他好像除掉渣滓。因此我愛你的法度。
120我因懼怕你、肉就發抖．我也怕你的判語、
121我行過公平和公義．求你不要撇下我給欺壓我的人。
122求你爲僕人作保、使我得好處．不容驕傲人欺壓我。
123我因盼望你的救恩、和你公義的話、眼睛失明。
124求你照你的慈愛待僕人、將你的律例教訓我。
125我是你的僕人．求你賜我悟性、使我得知你的法度。
126這是耶和華降罰的時候．因人廢了你的律法。
127所以我愛你的命令、勝於金子、更勝於精金。
128你一切的訓詞、在萬事上、我都以爲正直．我卻恨惡一切假道。
129你的法度奇妙．所以我一心謹守。
130你的言語一解開、就發出亮光、使愚人通達。
131我張口而氣喘．因我切慕你的命令。
132求你轉向我、憐憫我、好像你素常待那些愛你名的人。
133求你用你的話使我脚步穩當、不許甚麼罪孽轄制我。
134求你救我脫離人的欺壓．我要遵守你的訓詞。
135求你用臉光照僕人．又將你的律例教訓我。
136我的眼淚下流成河、因爲他們不守你的律法。
137耶和華阿、你是公義的、你的判語也是正直的。
138你所命定的法度、是憑公義和至誠。
139我心焦急、如同火燒、因我敵人忘記你的言語。
140你的話極其精煉．所以你的僕人喜愛。
141我微小被人藐視．卻不忘記你的訓詞。
142你的公義永遠長存．你的律法盡都眞實。
143我遭遇患難愁苦．你的命令卻是我所喜愛的。
144你的法度永遠是公義的．求你賜我悟性、我就活了。
145耶和華阿、我一心呼籲你、求你應允我．我必謹守你的律例。
146我向你呼籲、求你救我．我要遵守你的法度。
147我趁天未亮呼求．我仰望了你的言語。
148我趁夜更未換、將眼睜開、爲要思想你的話語。
149求你照你的慈愛、聽我的聲音．耶和華阿、求你照你的典章、將我救活。
150追求奸惡的人臨近了．他們遠離你的律法。
151耶和華阿、你與我相近．你一切的命令盡都眞實。
152我因學你的法度、久已知道是你永遠立定的。
153求你看顧我的苦難、搭救我．因我不忘記你的律法。
154求你爲我辨屈、救贖我、照你的話將我救活。
155救恩遠離惡人．因爲他們不尋求你的律例。
156耶和華阿、你的慈悲本爲大．求你照你的典章將我救活。
157逼迫我的、抵擋我的很多．我卻沒有偏離你的法度。
158我看見奸惡的人、就甚憎惡、因爲他們不遵守你的話。
159你看我怎樣愛你的訓詞。耶和華阿、求你照你的慈愛將我救活。
160你話的總綱是眞實．你一切公義的典章是永遠長存。
161首領無故的逼迫我．但我的心畏懼你的言語。
162我喜愛你的話、好像人得了許多擄物。
163謊話是我所恨惡所憎嫌的、惟你的律法、是我所愛的。
164我因你公義的典章、一天七次讚美你。
165愛你律法的人、有大平安．甚麼都不能使他們絆脚。
166耶和華阿、我仰望了你的救恩、遵行了你的命令。
167我心裏守了你的法度．這法度我甚喜愛。
168我遵守了你的訓詞和法度．因我一切所行的、都在你面前。
169耶和華阿、願我的呼籲達到你面前、照你的話賜我悟性。
170願我的懇求達到你面前、照你的話搭救我。
171願我的嘴發出讚美的話．因爲你將律例教訓我。
172願我的舌頭歌唱你的話．因你一切的命令盡都公義。
173願你用手幫助我．因我揀選了你的訓詞。
174耶和華阿、我切慕你的救恩．你的律法也是我所喜愛的。
175願我的性命存活、得以讚美你．願你的典章幫助我。
176我如亡羊走迷了路．求你尋找僕人．因我不忘記你的命令。 